# Pauline van Württemberg (1800-1873)

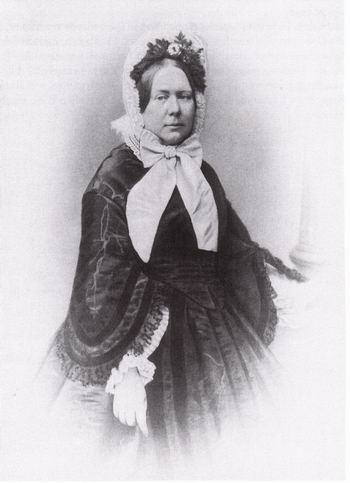
Pauline van Württemberg op latere leeftijd.

Pauline Therese Luise van Württemberg (Riga, Letland, 4 september 1800 — Stuttgart, Duitsland, 10 maart 1873), hertogin van Württemberg, was de dochter van hertog Lodewijk van Württemberg en prinses Henriëtte van Nassau-Weilburg.
Pauline groeide als de derde van vijf zusters op in Riga, waar haar vader in Russische dienst gouverneur van Lijfland was. Ook verbleef ze veel op het landgoed Würzau in Koerland. Vanaf 1806 woonde de familie weer in Stuttgart en Ludwigsburg en vanaf 1811 in Kirchheim unter Teck, waar haar vader rentenierde. Pauline kreeg een zorgvuldige opvoeding, onder andere muziekles van Carl Maria von Weber, die secretaris was van haar vader. Na de dood van haar vader begeleidde ze haar moeder in 1817/18 op een reis van een jaar naar Italië.
Op 19-jarige leeftijd trouwde ze op 15 april 1820 met haar neef koning Willem I van Württemberg, na de dood van diens tweede vrouw Catharina. Ze werd veel vergeleken met haar belangrijke voorgangster, op wie ze ook leek. Zij heeft hier haar hele leven onder geleden, omdat het de ontwikkeling van haar eigen persoonlijkheid hinderde.
De eerste vijftien jaar van haar huwelijk verliepen harmonieus. Zij kreeg in die tijd drie kinderen:
- Catharina (1821-1898), getrouwd met Frederik Karel August van Württemberg, een kleinzoon van koning Frederik I van Württemberg. Ze was de moeder van koning Willem II van Württemberg
- Karel (1823-1891)
- Auguste (1826-1898)

De jonge koningin vervulde haar representatieve taken goed. Zij vergezelde de koning op veel van zijn reizen. In Parijs werd ze bewonderd als de mooie Stuttgartse. Het deerde haar niet dat de koning afstandelijk was, een gevolg van een gebrekkige ontwikkeling tijdens zijn jeugd. Pas toen de koning in de dertiger jaren een vaste relatie aanging met de hof-toneelspeelster Amalie van Stubenrauch, liep het huwelijk spaak. Hoewel de schijn naar buiten toe werd opgehouden, bleef de affaire niet verborgen. Niet alleen de familie, maar ook het hof viel uiteen in twee partijen. De beide reeds volwassen dochters kozen partij voor hun vader. Pauline trok zich terug in de familiekring. Alleen als de koning op reis was, representeerde zij het hof. Haar laatste levensjaren bracht ze door op haar landgoed Seefeld bij Rorschach in Zwitserland.
Na de dood van Willem bleek ze onterfd te zijn. De laatste rustplaats van Willem was naast haar voorgangster. Toen ze op 72-jarige leeftijd te Stuttgart overleed, was er voor haar na een veertigjarig huwelijk slechts een eenzaam graf.